# Grus
Grus là một chi chim trong họ Gruidae.

## Các loài
Chi này có 10 loài:
- Grus grus (Linnaeus, 1758)
- Grus americana (Linnaeus, 1758)
- Grus monacha Temminck, 1835
- Grus nigricollis Przewalski, 1876
- Grus japonensis (Statius Muller, 1776)
- Grus carunculata (Gmelin, 1789)
- Grus paradisea (Lichtenstein, AAH, 1793)
- Grus virgo (Linneo, 1758)
- Grus pagei (tuyệt chủng) Campbell, 1995[4]
- Grus cubensis (tuyệt chủng) Fischer & Stephan, 1971

## Hình ảnh

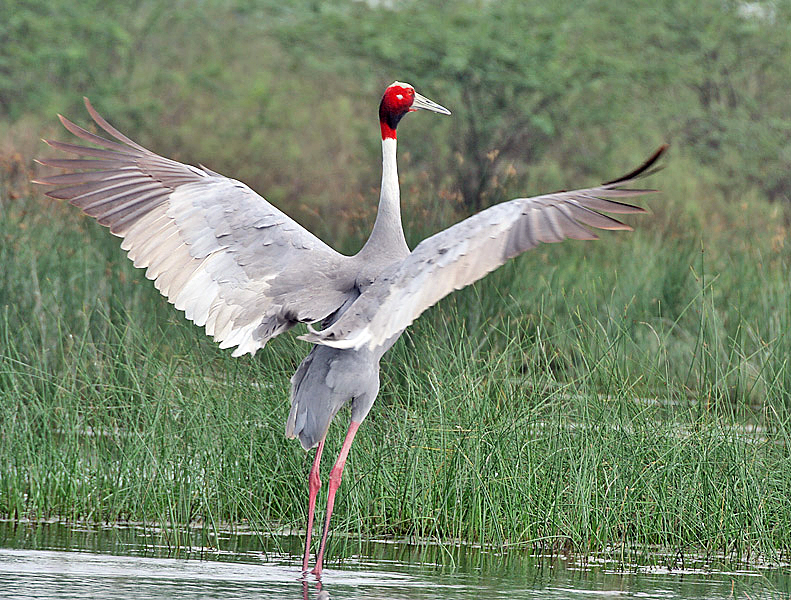
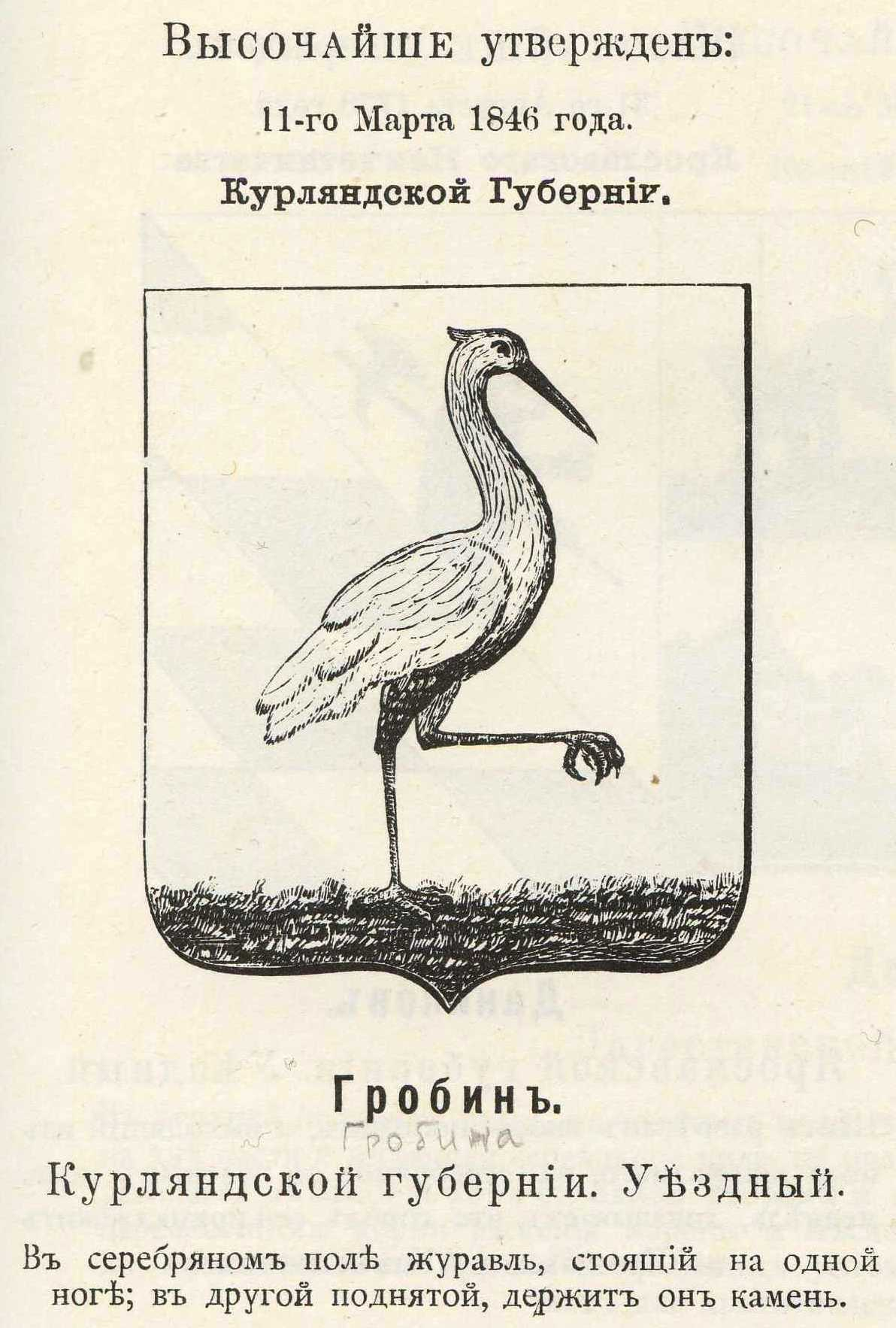
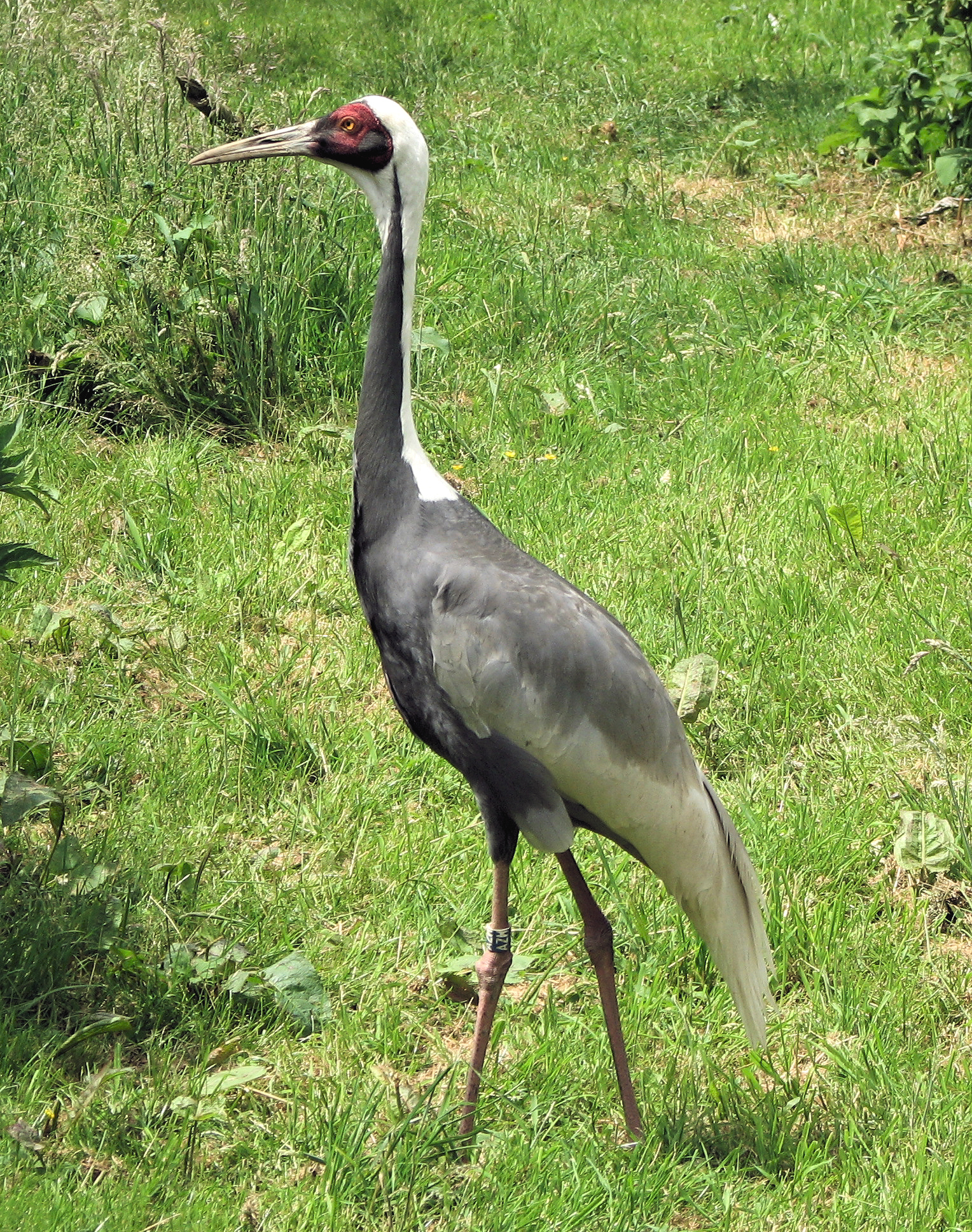
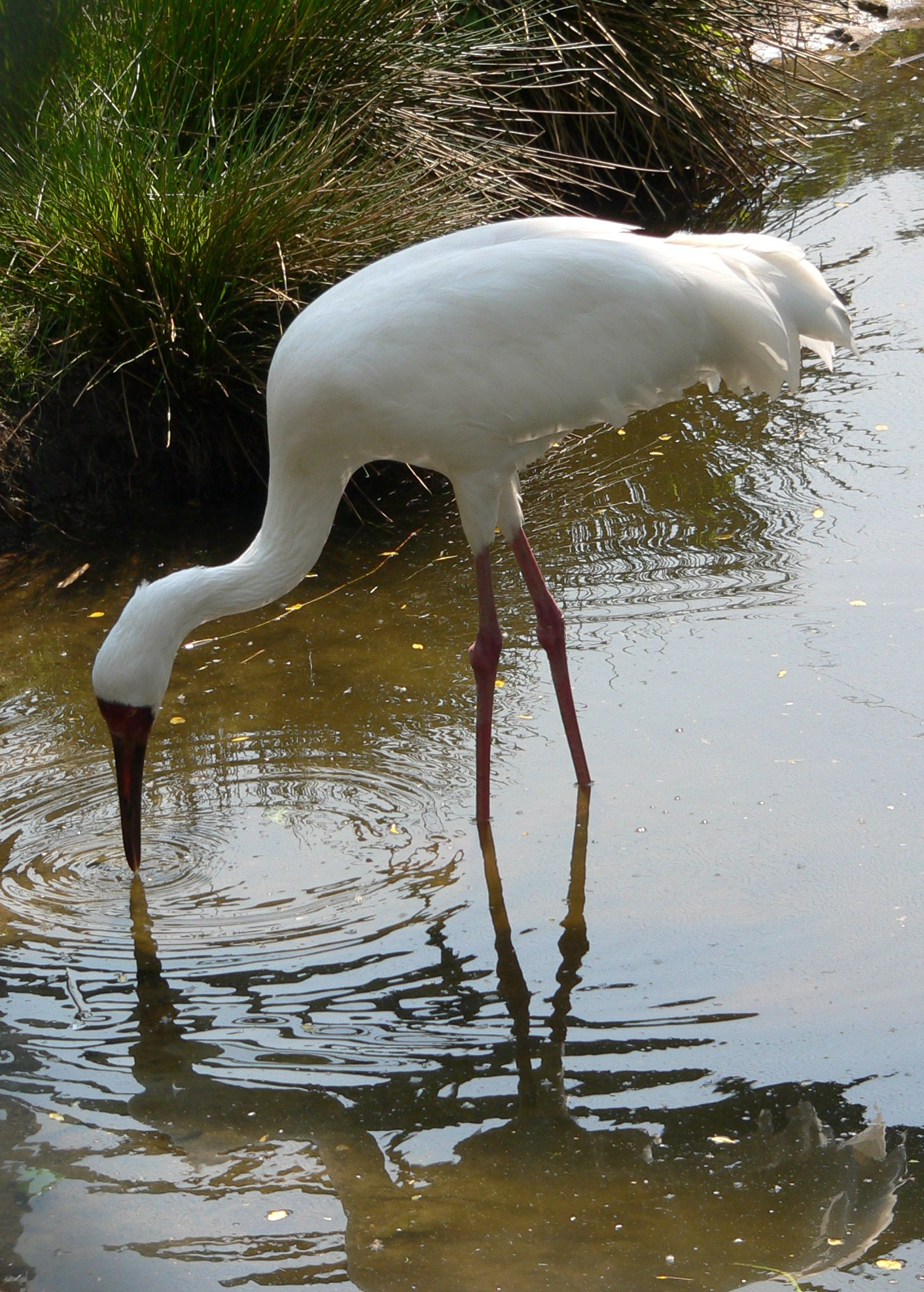
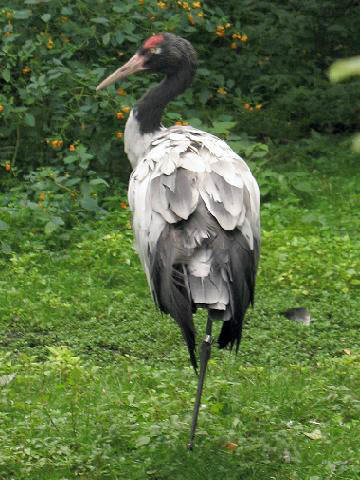
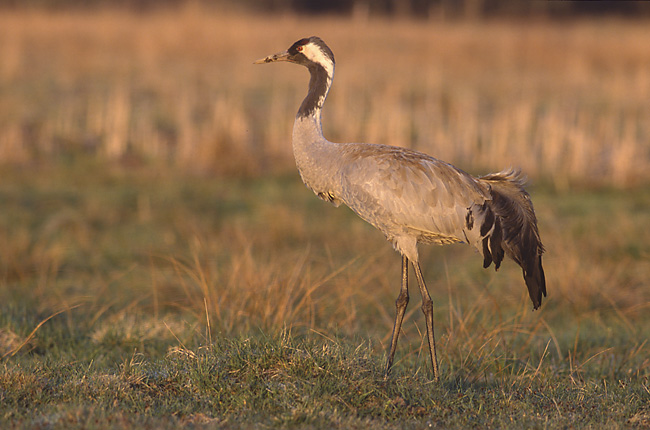